# 特選神名牒

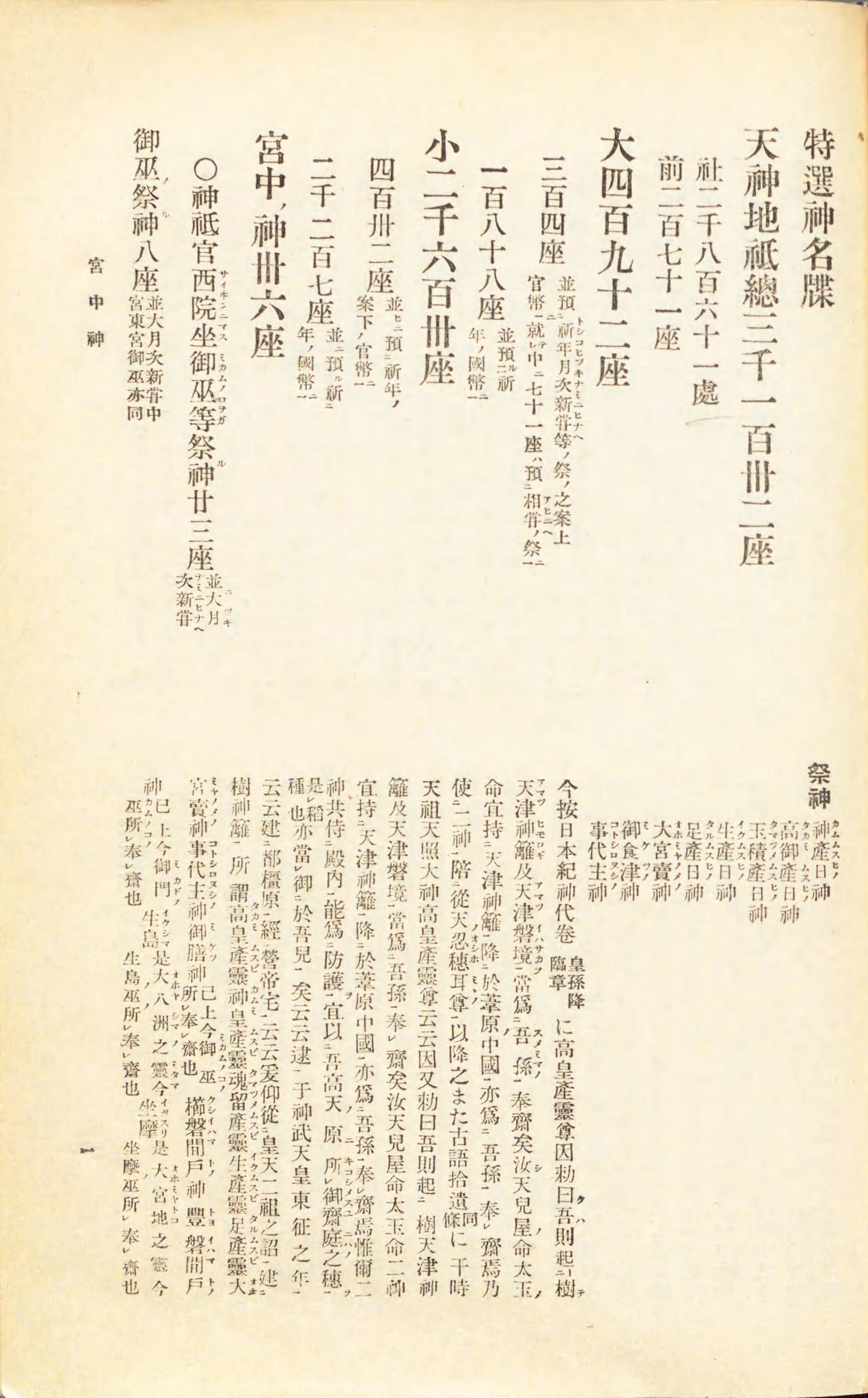
『特選神名牒』の洋装一巻本の本文

『特選神名牒』（とくせんしんみょうちょう/-じんみょうちょう）は『延喜式神名帳』の注釈書である。教部省撰の全32冊。正史や古書、及び明治になって各府県にて作成された「神社取調書」や「神社明細帳」を参考に考証し、『神名帳』記載順に従い、各式内社の祭神・神位・社格・所在地等を記す。編集は同省の栗田寛・小中村清矩・小杉榲邨・井上頼圀等が担当したようであるが、関係書類焼失のため（後述）詳細は不明である。明治9年（1876年）に一応の完成を見て以降、その手書本が内務省神社局に所蔵されていたが、大正14年（1925年）に洋装1巻本として磯部甲陽堂から刊行された。

## 編纂経緯

### 前史
明治元年（1868年）、神仏分離の一環として、全国神社に対しその由緒を管轄する領主へ届け出るよう通達し、次いで同2年6月10日府藩県に命じて、式内社及び各府藩県において崇敬厚い大社の由緒や社伝等を調査録上させたが、なかなか進捗しないために、翌明治3年2月29日、暫定処置として各府藩県の官幣神社の分を同年9月までに神祇官へ提出するよう改めて命じ、それらを纏めて『式社崇敬社調書』が編纂された。更に同年閏10月28日、神社規則制定の必要から府藩県に管内神社のより詳細な調査を命じ（『大小神社取調書』として結実）、それを基に同4年5月、官国幣社以下の社格が規定された。（詳しくは近代社格制度を参照）

### 編纂

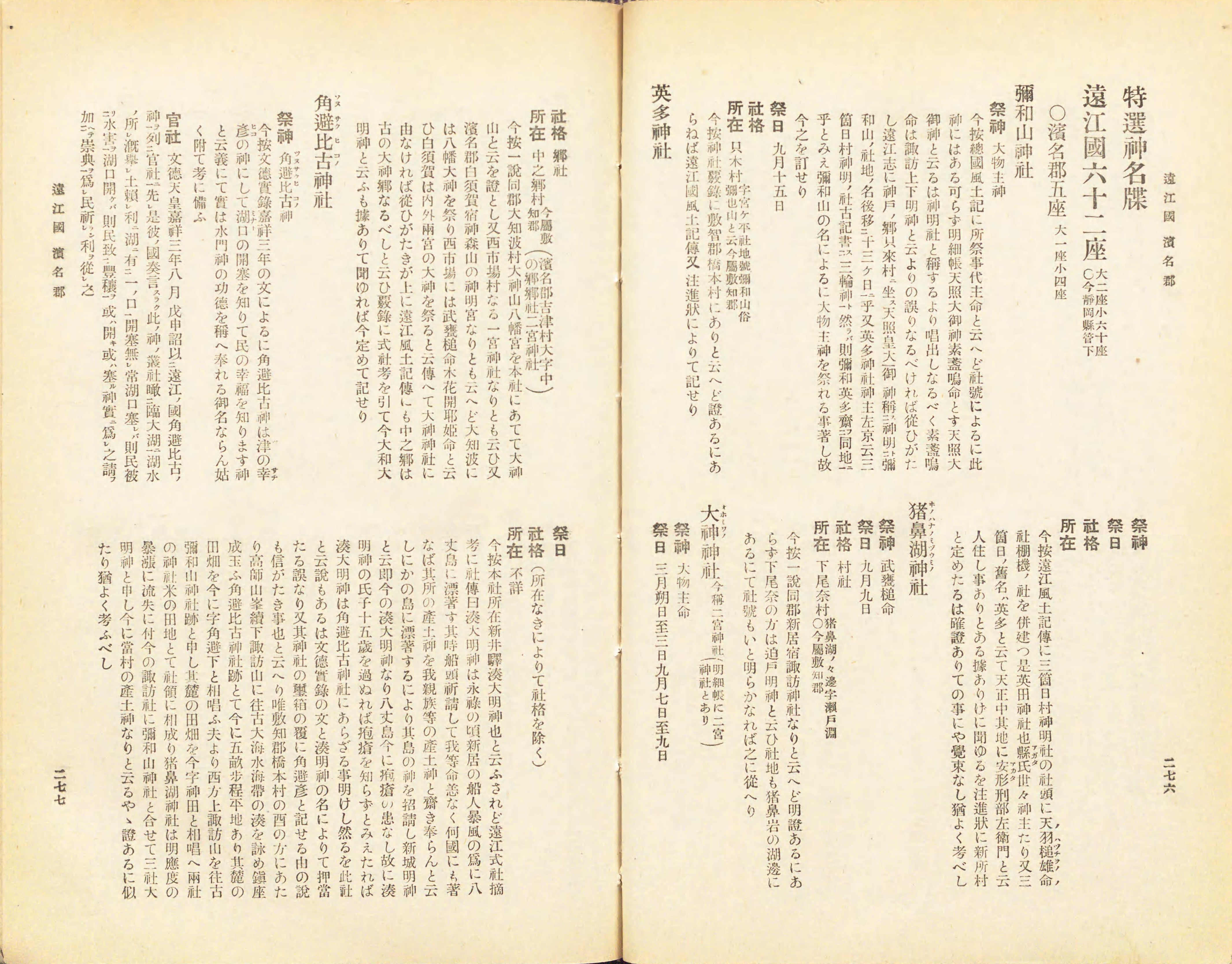
『特選神名牒』の洋装一巻本の「遠江國」の章

明治4年の神社規則は当時の実状によって社格の上下を定めたものであったため、式内社や国史見在社の中には社格を与えられないもの（無格社）もあり、それらの廃絶を憂慮した教部省（神祇官の後身）において本書の編纂が発起された。明治7年4月10日上級官である太政官に、式内社と国史見在社を主対象とする本書を編纂し、収載の神社は春秋2季に宮中の神殿（当時は賢所に合祭されていた）にて遙祭し、その社地は官幣社に準じて保存する、という内容の本書編纂の伺いをたて、同月17日に改めて太政官へ、各府県に対し管内神社の調査を命じる太政官からの御達状の案文を上申した。太政官においては、府県の事務を煩わすことが危惧され、5月5日にその是非を内務省へ打診したところ、案の定地方事務煩雑を理由とする反対意見が上申されたため（同月14日）、教部省に対して、本書編纂は許可するものの、神殿での遥祭と社地保存の可否は本書完成を待つこと、また府県に対する調査命令は太政官からではなく教部省布達とすること、と指令した（同月22日）。そこで6月に教部省から府県に対して、管内式内社と国史見在社を遺漏無く調査し、同年9月末日までに報告するよう布達を下した。ちなみに調査の内容は、1鎮座地、2社名、3祭神、4由緒（社家の家系を含む）、5勧請の年月、6例祭日、7社殿の建坪、8境内地の面積（旧境内地を含む）、9旧社領、10氏子戸数、11管轄庁からの距離、の11項目であった。また省内においては、社寺課と考証課の2課を中心に編纂掛を設けたが、明治2-4年の神社調査よりも更に詳細な調査を求めるものであったため、期限を過ぎてもなかなか報告が集まらず、再三の督促を命じても、そのたびに猶予を願う府県が出る始末であった。明治9年8月になっても尚難航していたが、翌年1月には教部省が廃止されることになったため、遺漏を残しつつも同年12月に一応の完成を見たのが本書である。

## 刊行経緯
明治9年に完成した後、内務省に蔵せられて閲覧に不便であったため、大正11年に公刊する計画が建てられた。磯部甲陽堂が刊行の準備をしていたが、印刷途中の同12年9月に関東大震災が起こり、その災禍で草稿から清書本に至る原本（内務省本）は4冊を残し、その他上述『式社崇敬社調書』や『大小神社取調書』を始め関係書類の全てを焼失した。幸いに甲陽堂の堂主が校了した580頁の紙型を携えて避難しており、印刷に回されていた原稿も行李に入ったまま回収されたため、それらを基に当時の内務省嘱託太田亮（おおた あきら）を監督に校正し、原本との対校は不可能であったが、「神社明細帳」を参考に大正当時における所在地と社格を付記して刊行された。なお、凡例によれば、原本には国史見在社の記載もあったようであるが、現刊本中には見えない。